# كأس الاتحاد الآسيوي 2013
كأس الاتحاد الآسيوي 2013 هي النسخة العاشرة من كأس الاتحاد الآسيوي، وهي بطولة كرة قدم تنظم من قبل الاتحاد الآسيوي لكرة القدم (AFC) للأندية من «البلدان النامية» في آسيا.

## تخصيص المقاعد لكل اتحاد
وضع الاتحاد الآسيوي إجراءات لتحديد الاتحادات المشاركة وتخصيص عدد المقاعد، على أن يتخذ الاتحاد الآسيوي القرار النهائي في نوفمبر 2012. ويمكن إجراء التغييرات التالية على قائمة الاتحادات المشاركة من كأس الاتحاد الآسيوي 2012 إذا يوافق الاتحاد الآسيوي على الطلبات التالية التي أدلى بها أي اتحاد:
- اتحاد يشارك بالأصل في كأس الاتحاد الآسيوي قد يقدم طلب للمشاركة في دوري أبطال آسيا 2013. وربما يشارك اتحاد في كل من دوري أبطال آسيا وكأس الاتحاد الآسيوي إذا كان فقط يفي جزئياً بمعايير دوري أبطال آسيا.
- اتحاد يشارك بالأصل في كأس رئيس الاتحاد الآسيوي قد يقدم طلب للمشاركة في كأس الاتحاد الآسيوي 2013.

يتم منح كل اتحاد مشارك مقعدين.
- الفريق 1 (بطل الدوري) من كل اتحاد يدخل مباشرة إلى دور المجموعات.
- الفريق 2 (فائز الكأس أو وصيف الدوري) من كل اتحاد يدخل مباشرة إلى دور المجموعات أو ملحق التصفيات، اعتماداً على تقييم الاتحاد الآسيوي.

تم إجراء التغييرات التالية في الاتحادات المشاركة مقارنة مع العام الماضي:
- لم يعد ينتقل الخاسرين بملحق التصفيات في دوري أبطال آسيا إلى كأس الاتحاد الآسيوي.
- تم ترقية مشاركات أندية طاجيكستان من كأس رئيس الاتحاد الآسيوي إلى كأس الاتحاد الآسيوي بدءاً من 2013 من قبل الاتحاد الآسيوي.[2]
- تقدمت دول الهند، الأردن، سنغافورة، وفيتنام بطلب المشاركة في دوري أبطال آسيا 2013، لكنه لم يحصل أي منهم على أي مقعد.[3]

| الاتحاد العضو | مقاعد         | مقاعد  |
| الاتحاد العضو | دور المجموعات | الملحق |
| ------------- | ------------- | ------ |
| البحرين       | †2†           | 0      |
| العراق        | 2             | 0      |
| الأردن        | 2             | 0      |
| الكويت        | 2             | 0      |
| لبنان         | 2             | 0      |
| عمان          | 2             | 0      |
| سوريا         | 1             | 1      |
| طاجيكستان     | †1†           | †1†    |
| اليمن         | 1             | 1      |
| المجموع       | 15            | 3      |

| الاتحاد العضو | مقاعد         | مقاعد  |
| الاتحاد العضو | دور المجموعات | الملحق |
| ------------- | ------------- | ------ |
| هونغ كونغ     | 2             | 0      |
| الهند         | 2             | 0      |
| إندونيسيا     | 2             | 0      |
| ماليزيا       | 2             | 0      |
| المالديف      | 2             | 0      |
| ميانمار       | 2             | 0      |
| سنغافورة      | 2             | 0      |
| فيتنام        | 2             | 0      |
| المجموع       | 16            | 0      |

ملاحظات
† المحرق انسحب بعد أن أجريت القرعة. نتيجة لذالك، سيشارك ريغار-تاداز الذي كان من المفترض أن يخوض ملحق التفصيات مباشرة كبديل في دور المجموعات، ولم يشارك سوى فريقين ملحق التصفيات.

## الفرق المتأهلة
الفرق التالية دخلت البطولة.
| فريق                                            | طريقة التأهل                                                    | الظهور                                          | آخر ظهور                                        |
| مشاركين مباشرة في دور المجموعات (المجموعات A–D) | مشاركين مباشرة في دور المجموعات (المجموعات A–D)                 | مشاركين مباشرة في دور المجموعات (المجموعات A–D) | مشاركين مباشرة في دور المجموعات (المجموعات A–D) |
| ----------------------------------------------- | --------------------------------------------------------------- | ----------------------------------------------- | ----------------------------------------------- |
| الرفاع                                          | بطل دوري الدرجة الأولى البحريني 2011–12                         | الثاني                                          | 2010                                            |
| المحرق†                                         | فائز كأس ملك البحرين 2012                                       | الخامس                                          | 2009                                            |
| أربيل                                           | بطل الدوري العراقي الممتاز 2011–12                              | الرابع                                          | 2012                                            |
| دهوك                                            | وصيف الدوري العراقي الممتاز 2011–12                             | الثاني                                          | 2011                                            |
| الفيصلي                                         | بطل الدوري الأردني 2011–12 فائز كأس الأردن 2011–12              | السابع                                          | 2012                                            |
| الرمثا                                          | وصيف الدوري الأردني 2011–12                                     | الأول                                           | لا شيء                                          |
| القادسية                                        | بطل الدوري الكويتي الممتاز 2011–12 فائز كأس أمير الكويت 2011–12 | الرابع                                          | 2012                                            |
| الكويتح.ل                                       | وصيف الدوري الكويتي الممتاز 2011–12                             | الخامس                                          | 2012                                            |
| الصفاء                                          | بطل الدوري اللبناني الممتاز 2011–12                             | الرابع                                          | 2012                                            |
| الأنصار                                         | فائز كأس الاتحاد اللبناني 2011–12                               | الرابع                                          | 2011                                            |
| فنجاء                                           | بطل الدوري العماني 2011–12                                      | الأول                                           | لا شيء                                          |
| ظفار                                            | فائز كأس السلطان قابوس 2011                                     | الثالث                                          | 2007                                            |
| الشرطة                                          | بطل الدوري السوري الممتاز 2011–12                               | الثاني                                          | 2012                                            |
| رافشان كولوب                                    | بطل الدوري الطاجيكي 2012                                        | الأول                                           | لا شيء                                          |
| شعب إب                                          | بطل الدوري اليمني 2011–12                                       | الثاني                                          | 2004                                            |
| مشاركين في ملحق التصفيات                        |                                                                 |                                                 |                                                 |
| الوحدة                                          | فائز كأس الجمهورية السورية 2012                                 | الثاني                                          | 2004                                            |
| ريغار-تاداز†                                    | فائز كأس طاجيكستان 2012                                         | الأول                                           | لا شيء                                          |
| أهلي تعز                                        | فائز كأس رئيس الجمهورية 2012                                    | الأول                                           | لا شيء                                          |

| فريق                                            | طريقة التأهل                                            | الظهور                                          | آخر ظهور                                        |
| مشاركين مباشرة في دور المجموعات (المجموعات E–H) | مشاركين مباشرة في دور المجموعات (المجموعات E–H)         | مشاركين مباشرة في دور المجموعات (المجموعات E–H) | مشاركين مباشرة في دور المجموعات (المجموعات E–H) |
| ----------------------------------------------- | ------------------------------------------------------- | ----------------------------------------------- | ----------------------------------------------- |
| كيتشي                                           | بطل دوري هونغ كونغ الدرجة الأولى 2011–12                | الثالث                                          | 2012                                            |
| سونري كيف سون هي                                | فائز درع تحدي هونغ كونغ الأكبر 2011–12                  | الرابع                                          | 2007                                            |
| إيست بنغال                                      | وصيف الدوري الهندي 2011–12 فائز كأس الاتحاد الهندي 2012 | السابع                                          | 2012                                            |
| تشرتشل براذرز                                   | ثالث الدوري الهندي 2011–12 ملاحظة IND                   | الثاني                                          | 2010                                            |
| سيمين بادانغ                                    | بطل الدوري الإندونيسي الممتاز 2011–12                   | الأول                                           | لا شيء                                          |
| برسيبو بوجونيغورو                               | فائز كأس إندونيسيا 2012                                 | الأول                                           | لا شيء                                          |
| كلنتن                                           | بطل دوري ماليزيا السوبر 2012 فائز كأس ماليزيا 2012      | الثاني                                          | 2012                                            |
| سلاغور                                          | ثالث دوري ماليزيا السوبر 2012ملاحظة MAS                 | الثالث                                          | 2010                                            |
| نيو راديانت                                     | بطل الدوري المالديفي 2012                               | الخامس                                          | 2008                                            |
| مازيا                                           | فائز كأس المالديف 2012                                  | الأول                                           | لا شيء                                          |
| يانغون يونايتد                                  | بطل دوري ميانمار الوطني 2012                            | الثاني                                          | 2012                                            |
| أياياوادي يونايتد                               | فائز كأس اتحاد مينمار لكرة القدم 2012                   | الثاني                                          | 2012                                            |
| تامبينز روفرز                                   | بطل الدوري السنغافوري 2012                              | السادس                                          | 2012                                            |
| واريورز (سابقاً القوات السنغافورية المسلحة)      | فائز كأس سنغافورة 2012                                  | الثالث                                          | 2008                                            |
| دا نانغ                                         | بطل الدوري الفيتنامي 2012                               | الثاني                                          | 2010                                            |
| سايغون سوان ثانه                                | فائز كأس فيتنام 2012                                    | الأول                                           | لا شيء                                          |

ملاحظات
ح.ل حامل اللقب
† المحرق انسحب بعد أن أجريت القرعة. نتيجة لذالك، سيشارك ريغار-تاداز الذي كان من المفترض أن يخوض ملحق التفصيات مباشرة كبديل في دور المجموعات.
الهند (IND): ديمبو، بطل الدوري الهندي 2011–12 رفض دخول كأس الاتحاد الآسيوي 2013، ليحل مكانه تشرشل بروذرز صاحب المركز الثالث بالدوري الهندي 2011–12.
ماليزيا (MAS): على الرغم من انهاء سلاغور دوري ماليزيا السوبر 2012 في المركز الثالث، تم منحه البطاقة الثانية بكأس الاتحاد الآسيوي بحكم حصول نادي سنغابور لايونز الثاني عشر على وصافة الدوري والذي يديره اتحاد سنغافورة لكرة القدم، وبالتالي يصبح غير مؤهل لتمثيل ماليزيا في المنافسة القارية.

## الجدول
الجدول الزمني للمسابقة على النحو التالي.
| مرحلة              | الدور            | موعد القرعة                         | المباراة الأولى      | المباراة الثانية     |
| ------------------ | ---------------- | ----------------------------------- | -------------------- | -------------------- |
| ملحق التصفيات      | النهائي          | 6 ديسمبر 2012 (كوالالمبور، ماليزيا) | 9 فبراير 2013        | 9 فبراير 2013        |
| دور المجموعات      | جولة المباريات 1 | 6 ديسمبر 2012 (كوالالمبور، ماليزيا) | 5–6 مارس 2013        | 5–6 مارس 2013        |
| دور المجموعات      | جولة المباريات 2 | 6 ديسمبر 2012 (كوالالمبور، ماليزيا) | 12–13 مارس 2013      | 12–13 مارس 2013      |
| دور المجموعات      | جولة المباريات 3 | 6 ديسمبر 2012 (كوالالمبور، ماليزيا) | 2–3 أبريل 2013       | 2–3 أبريل 2013       |
| دور المجموعات      | جولة المباريات 4 | 6 ديسمبر 2012 (كوالالمبور، ماليزيا) | 9–10 أبريل 2013      | 9–10 أبريل 2013      |
| دور المجموعات      | جولة المباريات 5 | 6 ديسمبر 2012 (كوالالمبور، ماليزيا) | 23–24 أبريل 2013     | 23–24 أبريل 2013     |
| دور المجموعات      | جولة المباريات 6 | 6 ديسمبر 2012 (كوالالمبور، ماليزيا) | 30 أبريل–1 مايو 2013 | 30 أبريل–1 مايو 2013 |
| مرحلة خروج المغلوب | دور الستة عشر    | 6 ديسمبر 2012 (كوالالمبور، ماليزيا) | 14–15 مايو 2013      | 14–15 مايو 2013      |
| مرحلة خروج المغلوب | ربع النهائي      | يعلن لاحقاً                          | 17 سبتمبر 2013       | 24 سبتمبر 2013       |
| مرحلة خروج المغلوب | نصف النهائي      | يعلن لاحقاً                          | 1 أكتوبر 2013        | 22 أكتوبر 2013       |
| مرحلة خروج المغلوب | النهائي          | يعلن لاحقاً                          | 2 نوفمبر 2013        | 2 نوفمبر 2013        |

بالنسبة لسنة 2013، سيستمر لعب دور الستة عشر في مباراة واحدة بدلاً من مباراتين على أساس الذهاب والإياب كما كان مقرراً في البداية.

## ملحق التصفيات
أقيمت قرعة ملحق التصفيات يوم 6 ديسمبر 2012.
تلعب كل مواجهة في مباراة واحدة فقط، ويتم اللجوء إلى وقت إضافي وركلات ترجيحية لتحديد الفائز إذا لزم الأمر.
بسبب انسحاب المحرق بعد إجراء القرعة، تم ادخال ريغار-تاداز الذي كان من المقرر أن يلتقي مع الفائز بين الوحدة وأهلي تعز من أجل مكان في دور المجموعات مباشرة في المجموعة الأولى، في حين دخل الفائز بين الوحدة وأهلي تعز إلى المجموعة الثانية بدلاً من المحرق.
| فريق 1 | نتيجة | فريق 2   |
| ------ | ----- | -------- |
| الوحدة | 3–5   | أهلي تعز |

## دور المجموعات
أقيمت قرعة دور المجموعات يوم 6 ديسمبر 2012. تم تقسيم الفرق الـ32 على ثماني مجموعات من أربعة. الفرق التي تنتمي لنفس البلد لن تقع في نفس المجموعة. كل مجموعة تلعب على أساس الدوري المشترك بنظام الذهاب والإياب. يتم ترتيب الفرق وفقاً للنقاط (3 نقاط للفوز، نقطة واحدة للتعادل، 0 من نقاط للخسارة) والمعايير الظاهرة في الترتيب التالي:
1. أكبر عدد من النقاط التي حصل عليها في مباريات المجموعة بين الفرق المعنية
2. فارق الأهداف الناتج من مباريات المجموعة بين الفرق المعنية
3. أكبر عدد من الأهداف المسجلة في مباريات المجموعة بين الفرق المعنية (قانون الأهداف خارج القواعد لا ينطبق)
4. فارق الأهداف في جميع مباريات المجموعة
5. أكبر عدد من الأهداف المسجلة في جميع مباريات المجموعة
6. ركلات ترجيح من علامة الجزاء إذا كان فقط اثنين من هذه الفرق المعنية، وكلاهما على ميدان اللعب
7. أقل نتيجة محتسبة وفقاً لعدد من البطاقات الصفراء والحمراء التي أشهرت في مباريات المجموعة (نقطة 1 لكل بطاقة صفراء و 3 نقاط لكل بطاقة حمراء نتيجة لاثنين من البطاقات صفراء و 3 نقاط عن كل بطاقة حمراء مباشرة، و 4 نقاط لكل بطاقة صفراء تتبعها بطاقة حمراء مباشرة)
8. سحب القرعة

يتأهل الفائز والوصيف من كل مجموعة إلى دور الستة عشر.

### المجموعة A
| فريق      | لعب | ف | ت | خ | له | عليه | ف.أ | نقاط |
| --------- | --- | - | - | - | -- | ---- | --- | ---- |
| الكويت    |     |   |   |   |    |      |     |      |
| البحرين   |     |   |   |   |    |      |     |      |
| لبنان     |     |   |   |   |    |      |     |      |
| طاجيكستان |     |   |   |   |    |      |     |      |

|             | الكويت | الرفاع   | ريغار  | الصفاء   |
| ----------- | ------ | -------- | ------ | -------- |
| الكويت      | —      | 24 أبريل | 5–0    | 3–1      |
| الرفاع      | 0–2    | —        | 1 مايو | 2–0      |
| ريغار-تاداز | 1–3    | 0–3      | —      | 24 أبريل |
| الصفاء      | 1 مايو | 1–0      | 1–1    | —        |

### المجموعة B
| فريق       | لعب | ف | ت | خ | له | عليه | ف.أ | نقاط |
| ---------- | --- | - | - | - | -- | ---- | --- | ---- |
| العراق     |     |   |   |   |    |      |     |      |
| سلطنة عمان |     |   |   |   |    |      |     |      |
| لبنان      |     |   |   |   |    |      |     |      |
| اليمن      |     |   |   |   |    |      |     |      |

|          | أهلي تعز | الأنصار | أربيل    | فنجاء    |
| -------- | -------- | ------- | -------- | -------- |
| أهلي تعز | —        | 0–2     | 24 أبريل | 0–2      |
| الأنصار  | 5–1      | —       | 0–2      | 24 أبريل |
| أربيل    | 4–0      | 1 مايو  | —        | 1–0      |
| فنجاء    | 1 مايو   | 4–0     | 0–4      | —        |

### المجموعة C
| فريق       | لعب | ف | ت | خ | له | عليه | ف.أ | نقاط |
| ---------- | --- | - | - | - | -- | ---- | --- | ---- |
| الأردن     |     |   |   |   |    |      |     |      |
| العراق     |     |   |   |   |    |      |     |      |
| سلطنة عمان |     |   |   |   |    |      |     |      |
| اليمن      |     |   |   |   |    |      |     |      |

|         | الفيصلي  | شعب إب   | ظفار     | دهوك     |
| ------- | -------- | -------- | -------- | -------- |
| الفيصلي | —        | 2–1      | 2–3      | 30 أبريل |
| شعب إب  | 0–2      | —        | 30 أبريل | 1–3      |
| ظفار    | 23 أبريل | 1–0      | —        | 1–3      |
| دهوك    | 0–1      | 23 أبريل | 6–1      | —        |

### المجموعة D
| فريق      | لعب | ف | ت | خ | له | عليه | ف.أ | نقاط |
| --------- | --- | - | - | - | -- | ---- | --- | ---- |
| سوريا     |     |   |   |   |    |      |     |      |
| الكويت    |     |   |   |   |    |      |     |      |
| الأردن    |     |   |   |   |    |      |     |      |
| طاجيكستان |     |   |   |   |    |      |     |      |

|              | القادسية | الرمثا   | الشرطة   | رفاشان   |
| ------------ | -------- | -------- | -------- | -------- |
| القادسية     | —        | 30 أبريل | 0–1      | 3–0      |
| الرمثا       | 0–3      | —        | 1–2      | 23 أبريل |
| الشرطة       | 23 أبريل | 0–1      | —        | 2–0      |
| رافشان كولوب | 1–3      | 0–1      | 30 أبريل | —        |

### المجموعة E
| فريق      | لعب | ف | ت | خ | له | عليه | ف.أ | نقاط |
| --------- | --- | - | - | - | -- | ---- | --- | ---- |
| إندونيسيا |     |   |   |   |    |      |     |      |
| هونغ كونغ |     |   |   |   |    |      |     |      |
| الهند     |     |   |   |   |    |      |     |      |
| سنغافورة  |     |   |   |   |    |      |     |      |

|               | تشرتشل | كيتشي    | بادانغ   | واريورز |
| ------------- | ------ | -------- | -------- | ------- |
| تشرتشل براذرز | —      | 24 أبريل | 2–2      | 3–0     |
| كيتشي         | 3–0    | —        | 1–2      | 1 مايو  |
| سيمين بادانغ  | 1 مايو | 3–1      | —        | 3–1     |
| واريورز       | 1–0    | 2–4      | 24 أبريل | —       |

### المجموعة F
| فريق      | لعب | ف | ت | خ | له | عليه | ف.أ | نقاط |
| --------- | --- | - | - | - | -- | ---- | --- | ---- |
| المالديف  |     |   |   |   |    |      |     |      |
| ميانمار   |     |   |   |   |    |      |     |      |
| هونغ كونغ |     |   |   |   |    |      |     |      |
| إندونيسيا |     |   |   |   |    |      |     |      |

|                   | راديانت  | بيرسيبو | سون هي | يانغون   |
| ----------------- | -------- | ------- | ------ | -------- |
| نيو راديانت       | —        | 1 مايو  | 1–0    | 3–1      |
| برسيبو بوجونيغورو | 0–7      | —       | 3–3    | 24 أبريل |
| سونري كيف سون هي  | 24 أبريل | 8–0     | —      | 1–3      |
| يانغون يونايتد    | 2–0      | 3–0     | 1 مايو | —        |

### المجموعة G
| فريق     | لعب | ف | ت | خ | له | عليه | ف.أ | نقاط |
| -------- | --- | - | - | - | -- | ---- | --- | ---- |
| ماليزيا  |     |   |   |   |    |      |     |      |
| فيتنام   |     |   |   |   |    |      |     |      |
| المالديف |     |   |   |   |    |      |     |      |
| ميانمار  |     |   |   |   |    |      |     |      |

|                   | أياياوادي | كلنتن    | مازيا    | دا نانغ  |
| ----------------- | --------- | -------- | -------- | -------- |
| أياياوادي يونايتد | —         | 1–3      | 3–0      | 23 أبريل |
| كلنتن             | 30 أبريل  | —        | 1–1      | 5–0      |
| مازيا             | 3–1       | 23 أبريل | —        | 2–3      |
| دا نانغ           | 2–1       | 0–1      | 30 أبريل | —        |

### المجموعة H
| فريق     | لعب | ف | ت | خ | له | عليه | ف.أ | نقاط |
| -------- | --- | - | - | - | -- | ---- | --- | ---- |
| الهند    |     |   |   |   |    |      |     |      |
| فيتنام   |     |   |   |   |    |      |     |      |
| ماليزيا  |     |   |   |   |    |      |     |      |
| سنغافورة |     |   |   |   |    |      |     |      |

|                  | إيست بنغال | سايغون   | سلاغور   | تامبينز  |
| ---------------- | ---------- | -------- | -------- | -------- |
| إيست بنغال       | —          | 30 أبريل | 1–0      | 2–1      |
| سايغون سوان ثانه | 0–0        | —        | 2–1      | 23 أبريل |
| سلاغور           | 23 أبريل   | 3–1      | —        | 3–3      |
| تامبينز روفرز    | 2–4        | 2–3      | 30 أبريل | —        |

## مرحلة خروج المغلوب
في مرحلة خروج المغلوب، سيلعب كل دور بنظام المواجهتين على أساس الذهاب والإياب. وسيتم استخدام قانون أهداف خارج القواعد، الوقت الإضافي (الأهداف خارج القواعد لا تطبق في الوقت الإضافي) وركلات الترجيح لتحديد الفائز إذا لزم الأمر.

### الفرق المتأهلة
| مجموعة | الفائز | الوصيف | المتأهل (يحدد مركزه فيما بعد) |
| ------ | ------ | ------ | ----------------------------- |
| A      |        |        | الكويت                        |
| B      |        |        | أربيل                         |
| C      |        |        |                               |
| D      |        |        |                               |
| E      |        |        | سيمين بادانغ                  |
| F      |        |        |                               |
| G      |        |        | كلنتن                         |
| H      |        |        |                               |

### دور الستة عشر
يتم تحديد جدول مباريات دور الستة عشر استناداً لنتائج دور المجموعات، على أن يلعب الفائز من إحدى المجموعات مع وصيف المجموعة الأخرى. في كل مواجهة، يستضيف فائز المجموعة المباراة.
| فريق 1                | نتيجة   | فريق 2                |
| --------------------- | ------- | --------------------- |
| فائز المجموعة الأولى  | 14 مايو | وصيف المجموعة الثالثة |
| فائز المجموعة الثالثة | 14 مايو | وصيف المجموعة الأولى  |
| فائز المجموعة الثانية | 15 مايو | وصيف المجموعة الرابعة |
| فائز المجموعة الرابعة | 15 مايو | وصيف المجموعة الثانية |
| فائز المجموعة الخامسة | 14 مايو | وصيف المجموعة السابعة |
| فائز المجموعة السابعة | 14 مايو | وصيف المجموعة الخامسة |
| فائز المجموعة السادسة | 15 مايو | وصيف المجموعة الثامنة |
| فائز المجموعة الثامنة | 15 مايو | وصيف المجموعة السادسة |

### نصف النهائي
مباريات الذهاب لعبت في 5 أكتوبر، ومباريات الإياب في أكتوبر 19، 2010.
| الفريق الأول | إجم. | الفريق الثاني | مباراة الذهاب | مباراة الإياب |     |
| ------------ | ---- | ------------- | ------------- | ------------- | --- |
| القادسية     | 2–1  | الفيصلي       |               | 2–1           | 1–0 |
| الكويت       | 4–1  | إيست بنغال    |               | 3–0           | 4–1 |

### النهائي
| فريق 1 | نتيجة | فريق 2   |
| ------ | ----- | -------- |
| الكويت | 2–0   | القادسية |

## قائمة الهدافين
| ترتيب | اللاعب            | النادي            | ج.1 | ج.2 | ج.3 | ج.5 | ج.6 | ج.1 | د.16 | ر.ن.1 | ر.ن.2 | ن.ن.1 | ن.ن.2 | 0 ن 0 | مجموع |
| ----- | ----------------- | ----------------- | --- | --- | --- | --- | --- | --- | ---- | ----- | ----- | ----- | ----- | ----- | ----- |
| 1     | أداما كونيه       | يانغون يونايتد    | 3   |     |     |     |     |     |      |       |       |       |       |       | 3     |
| 2     | جوردي تاريس       | كيتشي             | 2   |     |     |     |     |     |      |       |       |       |       |       | 2     |
| 3     | تشو سيو كي        | كيتشي             | 1   |     |     |     |     |     |      |       |       |       |       |       | 1     |
| 3     | لالرينديكا رالتي  | إيست بنغال        | 1   |     |     |     |     |     |      |       |       |       |       |       | 1     |
| 3     | ناي لين تون       | أياياوادي يونايتد | 1   |     |     |     |     |     |      |       |       |       |       |       | 1     |
| 3     | سابين-كوسمين غويا | دا نانغ           | 1   |     |     |     |     |     |      |       |       |       |       |       | 1     |
| 3     | غاستون ميلرو      | دا نانغ           | 1   |     |     |     |     |     |      |       |       |       |       |       | 1     |

ملاحظة: الأهداف المسجلة في ملحق التصفيات لا تحسب.

## وصلات خارجية
- الموقع الرسمي